# Rottjärnen (Los socken, Hälsingland)
Rottjärnen är en sjö i Ljusdals kommun i Hälsingland och ingår i Ljusnans huvudavrinningsområde.